# Lubuk Bayas
Lubuk Bayas is een bestuurslaag in het regentschap Serdang Bedagai van de provincie Noord-Sumatra, Indonesië. Lubuk Bayas telt 2544 inwoners (volkstelling 2010).